# Nephrotoma dampfi
Nephrotoma dampfi är en tvåvingeart som beskrevs av Alexander 1925. Nephrotoma dampfi ingår i släktet Nephrotoma och familjen storharkrankar. Inga underarter finns listade i Catalogue of Life.